# Замостьянов, Арсений Александрович
Арсений Александрович Замостьянов (род. 15 марта 1977, Москва) — российский литератор, писатель, публицист, краевед, поэт.
Кандидат филологических наук. Заместитель главного редактора журнала «Историк».

## Биография
Родился в семье инженеров. Окончил Московскую городскую педагогическую гимназию, Литературный институт им. А. М. Горького и аспирантуру на кафедре русской классической литературы. В 2000 году защитил кандидатскую диссертацию на тему «Ирония в стиле Г. Р. Державина».
Ведущий проекта «Настоящее прошлое» в «Литературной газете».
Автор ряда книг по истории России, биографий Александра Суворова, Гавриила Державина, фельдмаршала Румянцева (две последние изданы в серии «Жизнь замечательных людей»).
Публикуется в «Литературной газете», «Правде», «Литературной России», журналах «Народное образование», «Свободная мысль», «Юность», «Литературная учёба», «Вверх», «Переправа», «Воспитательная работа в школе», «Наше наследие», «Литература в школе», «Человек и закон», «Марка» и других.
В 2013 году книга Арсений Замостьянова «Александр Суворов. И жизнь его полна чудес…» получила 3-е место на конкурсе «Просвещение через книгу-2013» в номинации «Лучшая духовно-патриотическая книга».
В 2015 году книга Арсения Замостьянова «Гаврила Державин» (2013, серия «ЖЗЛ») была удостоена премии «Литературной газеты» «Серебряный Дельвиг» «За глубокое прочтение судьбы великого русского поэта, новый взгляд на творчество одного из основоположников российской словесности». В 2019 году за цикл статей «Дорога в будущее» стал победителем литературного конкурса «Золотое звено», который проводит «Литературная газета» при поддержке ОАО «РЖД».
В новых изданиях романов и рассказов о майоре Пронине (Лев Овалов. Секретное оружие. СПб. Амфора. 2017 и др.) указано, что авторские права на тексты Льва Овалова принадлежат Арсению Замостьянову.
- Олимпийское противостояние. Поколение победителей. М.: Алгоритм, 2014. 256 с. {Рец.: Ауров, Олег Валентинович}
- Три жизни Алексея Рыкова : беллетризованная биография. — М. : Акционерная финансовая корпорация «Система» : Литературная газета, 2022. — 462, [1] с. : ил., портр., факс. — (Страницы советской и российской истории) (Библиотека АФК «Система»). — ISBN 978-5-00170-623-6

## Награды и премии
- Премия Правительства Российской Федерации в области средств массовой информации (17 декабря 2021 года) — за создание и реализацию концепции журнала «Историк» — просветительского научно-популярного средства массовой информации, посвящённого истории России, а также за подготовку и издание специальных выпусков журнала — «Новейшая история России», «Крым. Страницы истории с древнейших времён до наших дней» и иллюстрированного альбома «История Отечества в русской живописи»[4].
- В 2022 году стал лауреатом XIII Международного Славянского литературного форума «Золотой Витязь» в номинации «Лучшая книга для детей и юношества» (вместе с Г. А. Жигаревым, за книгу «Предки наших предков. Между Китаем и Россией»[5].